# Стенлі Чамберс
Стенлі Чамберс (англ. Stanley Chambers, 13 вересня 1910 — 14 серпня 1991) — британський велогонщик.
Срібний призер Олімпійських Ігор 1932 року на тандемах.